# 東大照明
東大新材料照明控股有限公司（港交所：08229），創辦於2000年，由創辦人及主席朱展東及朱植杞兄弟創立，主要業務生產照明光管等產品。
公司由2002年8月23日起因發生財政問題暫停買賣。

## 東大照明欺詐案
在2002年申請在香港交易所創業板上市前，朱展東及朱植杞兄弟先後串謀和其他有關人士詐騙，包括虛假交易、做假帳、假扮客戶等，因此被商業罪案調查科檢控及被捕。而在2011年9月2日，法庭裁定創辦人及主席朱展東及朱植杞兄弟等串謀詐騙罪，罪名成立，分別被判入獄12年及10年6個月，主要原因是需要挽回香港國際金融中心地位，故此需要重判入獄，以示儆尤。

## 外部連結
- 東大照明主席判監12年 太陽報 （页面存档备份，存于）
- 東大照明 （页面存档备份，存于）